# منتخب تايلاند للكريكت للسيدات
منتخب تايلاند للكريكت للسيدات هو ممثل تايلاند الرسمي في المنافسات الدولية في الكريكت للسيدات
. تأسس في 2007.